# Zeuxine tjiampeana
Zeuxine tjiampeana är en orkidéart som beskrevs av Johannes Jacobus Smith. Zeuxine tjiampeana ingår i släktet Zeuxine och familjen orkidéer. Inga underarter finns listade i Catalogue of Life.